# Zinnomyia brincki
Zinnomyia brincki är en tvåvingeart som beskrevs av Hesse 1955. Zinnomyia brincki ingår i släktet Zinnomyia och familjen svävflugor. Inga underarter finns listade i Catalogue of Life.